# Leandra gracilis
Leandra gracilis är en tvåhjärtbladig växtart som beskrevs av Célestin Alfred Cogniaux. Leandra gracilis ingår i släktet Leandra och familjen Melastomataceae. Inga underarter finns listade i Catalogue of Life.